# Dirk Tanghe

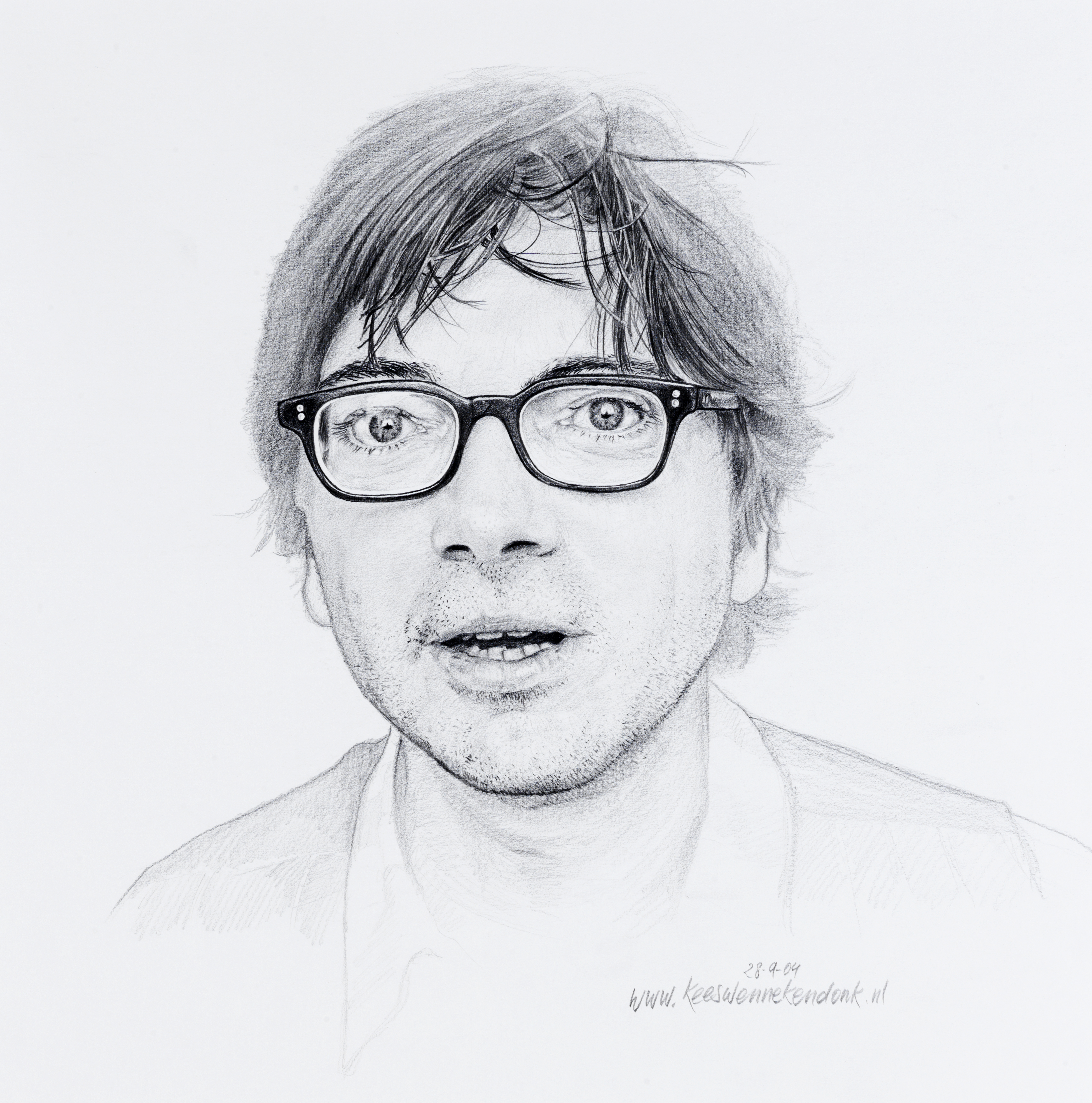
Dirk Tanghe door Kees Wennekendonk (2004)

Dirk Tanghe (Torhout, 22 mei 1956) is een Vlaams toneelregisseur. Hij maakte naam met eigentijdse regies van klassieke teksten: Bernhard, Brecht, Gogol, Molière, Shakespeare, Tsjechov, maar ook moderner repertoire.
Dirk Tanghe is de zoon van regisseur Remi Tanghe en de vader van acteur Wietse Tanghe. Hij was de partner van actrice Karin Tanghe

## Jeugd
Tanghe groeide op in een gezin met vijf kinderen. Vader Remi stak al zijn tijd (en geld) in toneel en in kunstvoorwerpen verzamelen. Met de rest moest het gezin rondkomen. Tanghe beweert nog steeds trauma’s over te houden aan de manier waarop zijn moeder de dagelijkse problemen op de kinderen uitwerkte. Zo vluchtte hij al jong in literatuur, toneel, film en muziek.

## Opleiding
Na Latijn-Griekse humaniora, een jaar kunstgeschiedenis aan de Universiteit Gent en een jaar leraarsopleiding aan de KATHO te Torhout, trok Tanghe met zijn jeugdvriendin en partner Karin in 1980 naar het Koninklijk Vlaams Conservatorium te Antwerpen. Hij volgde er de opleiding drama, kreeg onder andere les van Dora van der Groen en studeerde af in 1983.

## Carrière

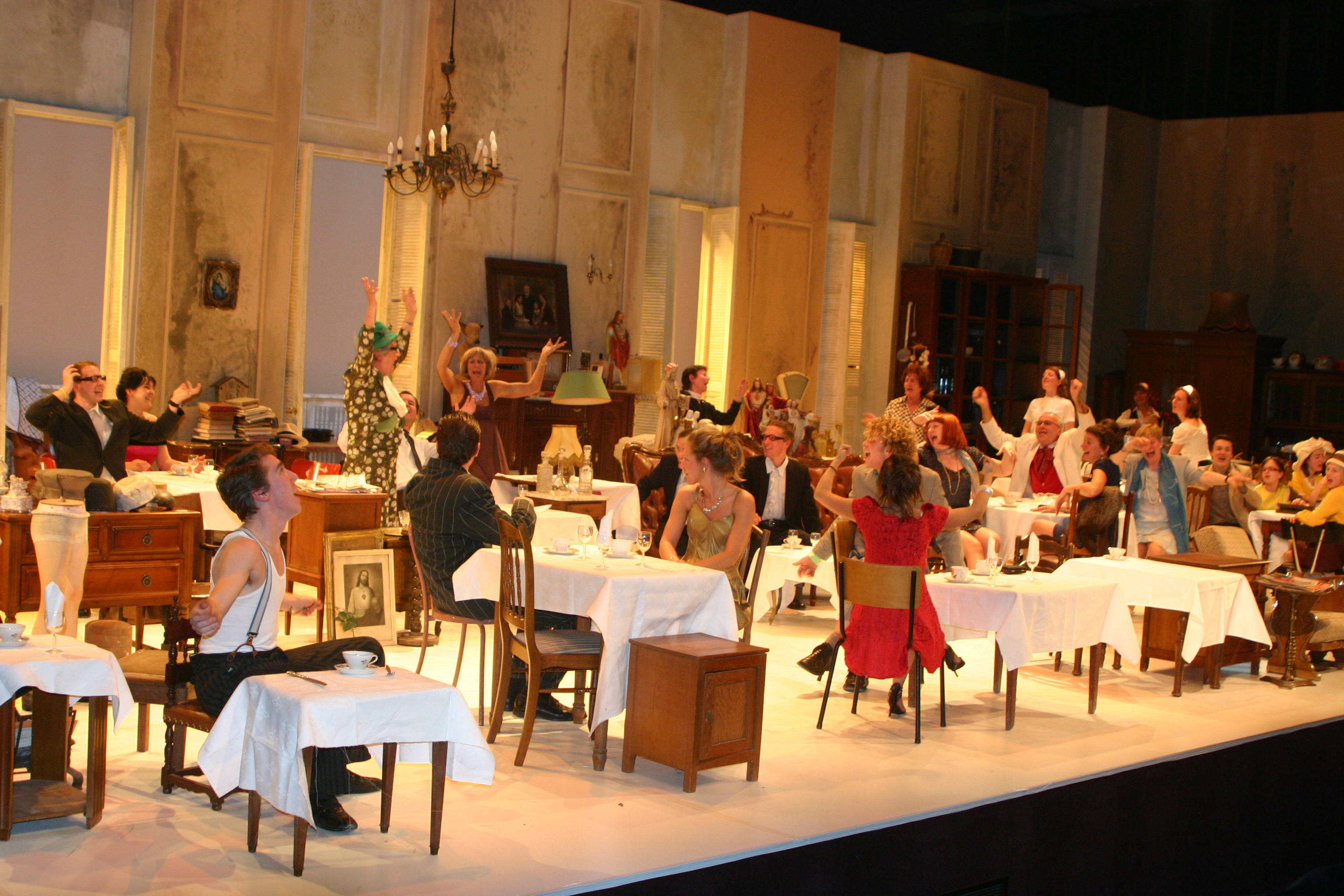
'Zaterdag, Zondag, Maandag' bij Toneelkring Sint Rembert, Torhout

- Als amateur speelde Tanghe sinds 1978 bij Toneelkring Sint Rembert te Torhout, maar acteren beviel hem helemaal niet. Zijn regiecarrière begon er in 1980 met Cupido Stupido.
- Tanghes professionele carrière startte in 1986 bij Theater Malpertuis te Tielt met het stuk De Getemde Feeks.
- Vanaf 1987 regisseerde hij onder andere bij het NTG te Gent en de KVS te Brussel.
- In 1996 werd hij artistiek directeur bij de Paardenkathedraal te Utrecht. In december 2007 is bekend geworden dat de samenwerking met de Paardenkathedraal aan het einde van het seizoen 2007-2008 eindigt.
- Als creatieve tussenstap regisseerde Dirk Tanghe in 2007 "Zaterdag, Zondag, Maandag" bij Toneelkring Sint Rembert in Torhout.
- In 2008 werd Dirk Tanghe artistiek leider van vzw Publiekstoneel in Antwerpen. Het Publiekstoneel is een nieuw initiatief om in België repertoiretoneel voor een breed publiek uit te brengen. De debuutvoorstelling ‘Zaterdag, Zondag, Maandag‘ van Eduardo de Philippo ging op 22 januari 2009 in Gent in première.

## Later leven
Nadat hij in 2008 de Paardenkathedraal had verlaten wegens onder andere een aanhoudend alcoholprobleem was hij kort artistiek directeur van Publiekstoneel, wat echter een stille dood stierf om gelijksoortige redenen en nooit verder kwam dan één productie en subsidieproblemen. Over deze periode zegt Tanghe: "Ik heb die bladzijde uit het boek van mijn leven gescheurd. Maar het heeft wel gevolgen gehad. Ik was kwetsbaar en werd weer overvallen door depressie. Dus zocht ik mijn heil in de drank" Samenwerking met Tanghe werd steeds moeilijker en hij trok zich terug in Gent. Daar ontpopte hij zich tot zonderling die onder andere vanuit zijn appartement de passanten van loeiharde muziek voorzag. Om den brode verkocht hij – tussen zijn psychiatrische opnames in – onder meer snoepgoed aan toeristen. Over deze periode maakte zijn zoon Sjoerd Tanghe een documentaire 'Me Will Always be Me', waarin een portret geschetst wordt van de aan lager wal geraakte Tanghe, die steeds meer de voeling met de realiteit kwijtraakt.

## Theaterregies
| 1980       |                                              |                                                |  |
| maart      | Cupido Stupido                               | Sint Rembert Torhout                           |  |
|            |                                              |                                                |  |
| 1981       |                                              |                                                |  |
| november   | Naar bet Sneewit                             | Sint Rembert Torhout                           |  |
|            |                                              |                                                |  |
| 1984       |                                              |                                                |  |
| november   | Romeo en Julia                               | Sint Rembert Torhout                           |  |
| november   | Macbeth                                      | Eigentijds Podium Antwerpen                    |  |
|            |                                              |                                                |  |
| 1985       |                                              |                                                |  |
| mei        | De wonderbaarlijke Nacht                     | Belgische Kreten Antwerpen                     |  |
| november   | Hamlet                                       | Sint Rembert Torhout                           |  |
|            |                                              |                                                |  |
| 1986       |                                              |                                                |  |
| mei        | Alice! Alice! (Spektakel met 700 leerlingen) | St. Lugardisinstituut (In de Kursaal Oostende) |  |
| september* | De getemde feeks                             | Theater Malpertuis Tielt                       |  |
|            | (Oscar de Gruyterprijs)                      |                                                |  |
| november*  | Oedipus                                      | Sint Rembert Torhout                           |  |
|            | (Winnaar Gaverjuweel Waregem)                |                                                |  |
| 1987       |                                              |                                                |  |
| mei        | Koning Arthur project                        | Theater De Engelenbak Amsterdam                |  |
| september  | De goede mens van Sezuan                     | Malpertuis Tielt                               |  |
| november*  | De Vrek                                      | NTG Gent                                       |  |
|            | (Nolle Versyp wint Oscar de Gruyterprijs)    |                                                |  |
|            |                                              |                                                |  |
| 1988       |                                              |                                                |  |
| februari*  | Romeo en Julia                               | KVS Brussel                                    |  |
|            | (Prijs van Het Theaterfestival, Rotterdam)   |                                                |  |
| april      | Medea                                        | NTG Gent                                       |  |
|            |                                              |                                                |  |
| 1989       |                                              |                                                |  |
| januari    | Dood van een handelsreiziger                 | NTG Gent                                       |  |
| mei        | King Arthur                                  | NTG Gent (afgelast)                            |  |
| december   | Kristus wordt weer gekruisigd                | NTG Gent                                       |  |
|            |                                              |                                                |  |
| 1990       |                                              |                                                |  |
| mei        | Elektra                                      | NTG Gent                                       |  |
| december   | Junglebook                                   | NTG Gent                                       |  |
|            |                                              |                                                |  |
| 1991       |                                              |                                                |  |
| maart      | Het gezin van Paemel                         | NTG Gent                                       |  |
| september* | Hamlet                                       | KVS Brussel/S.I.P. Nederland                   |  |
|            | (Gouden Feniks 1991)                         |                                                |  |
|            |                                              |                                                |  |
| 1993       |                                              |                                                |  |
| september  | Le Bourgeois Gentil’homme                    | Malpertuis Tielt                               |  |
|            |                                              |                                                |  |
| 1994       |                                              |                                                |  |
| maart*     | Nora et dukkehjem                            | Malpertuis Tielt                               |  |
|            | (Prosceniumprijs 1994)                       |                                                |  |
| oktober    | Who’s afraid of Virginia Woolf               | Malpertuis Tielt                               |  |
|            |                                              |                                                |  |
| 1995       |                                              |                                                |  |
| september  | The Kitchen                                  | De Kist/Rotterdamse Schouwburg/Hotel New York  |  |
| oktober*   | Who’s afraid of Virginia Woolf               | Malpertuis Tielt reisvoorstelling              |  |
|            | (Grote Theaterprijs, Festival A'dam/Gent)    |                                                |  |
|            |                                              |                                                |  |
| 1996       |                                              |                                                |  |
| september  | Itak                                         | Paardenkathedraal Utrecht reisvoorstelling     |  |
|            |                                              |                                                |  |
| 1997       |                                              |                                                |  |
| januari    | Zwijg kleine                                 | Theater De Werf Brugge                         |  |
| februari   | Fröken Julie                                 | Paardenkathedraal Utrecht reisvoorstelling     |  |
| mei        | De Wonderbaarlijke Nacht                     | Paardenkathedraal Utrecht                      |  |
| november*  | De Wereldverbeteraar                         | Paardenkathedraal Utrecht reisvoorstelling     |  |
|            | (Peter de Graef Louis D’Or)                  |                                                |  |
|            | (Toneelprijs theater De Veste)               |                                                |  |
|            |                                              |                                                |  |
| 1998       |                                              |                                                |  |
| april      | Tartuffe                                     | Paardenkathedraal Utrecht                      |  |
| augustus   | Go go go Modeshow                            | Uitfeest Paardenkathedraal Utrecht             |  |
| november*  | Burgermansbruiloft                           | Paardenkathedraal Utrecht reisvoorstelling     |  |
|            | (Toneelprijs theater De Veste)               |                                                |  |
|            |                                              |                                                |  |
| 1999       |                                              |                                                |  |
| april      | Oom Wanja                                    | Paardenkathedraal Utrecht                      |  |
| augustus   | Kara-oké                                     | Uitfeest Paardenkathedraal Utrecht             |  |
| november*  | Reigen                                       | Paardenkathedraal Utrecht reisvoorstelling     |  |
|            | (Marie Louise Stijns ontvangt Theo D’Or)     |                                                |  |
| december   | Sinatra                                      | Paardenkathedraal Utrecht                      |  |
|            |                                              |                                                |  |
| 2001       |                                              |                                                |  |
| maart      | De familie Tót                               | Paardenkathedraal Utrecht reisvoorstelling     |  |
| augustus   | The Kitchen                                  | Uitfeest Paardenkathedraal Utrecht             |  |
| september  | Jean, Julie et Christine                     | Paardenkathedraal Utrecht                      |  |
| november*  | Een midzomernachtsdroom                      | Paardenkathedraal Utrecht reisvoorstelling     |  |
|            | (Toneel Publieksprijs)                       |                                                |  |
|            | (Dirk Tanghe ontvangt Prijs van de Kritiek)  |                                                |  |
|            |                                              |                                                |  |
| 2002       |                                              |                                                |  |
| mei        | Equus                                        | Paardenkathedraal Utrecht                      |  |
| augustus   | Show-white                                   | Uitfeest Paardenkathedraal Utrecht             |  |
| oktober    | Night & Day                                  | Paardenkathedraal Utrecht                      |  |
|            |                                              |                                                |  |
| 2003       |                                              |                                                |  |
| maart      | De Mensenhater                               | Paardenkathedraal Utrecht reisvoorstelling     |  |
| augustus   | Jesus Christ! It’s a boy!!                   | Uitfeest Paardenkathedraal Utrecht             |  |
| september  | Coucou c’est nous!                           | Paardenkathedraal Utrecht                      |  |
| november   | De revisor                                   | Paardenkathedraal Utrecht reisvoorstelling     |  |
|            |                                              |                                                |  |
| 2004       |                                              |                                                |  |
| mei        | Spoken                                       | Paardenkathedraal Utrecht                      |  |
| augustus   | Dagje aan zee                                | Uitfeest Paardenkathedraal Utrecht             |  |
|            |                                              |                                                |  |
| 2005       |                                              |                                                |  |
| januari    | De Theatermaker                              | Paardenkathedraal Utrecht reisvoorstelling     |  |
| september  | Tour de Frans de mjoezikul                   | Uitfeest Paardenkathedraal Utrecht             |  |
| november   | Camille Claudel                              | Paardenkathedraal Utrecht                      |  |
|            |                                              |                                                |  |
| 2006       |                                              |                                                |  |
| januari    | Camille Claudel                              | Paardenkathedraal Utrecht                      |  |
| maart      | The Dreamers                                 | Paardenkathedraal Utrecht                      |  |
| september  | Grimmige Sprookjes                           | Uitfeest Paardenkathedraal Utrecht             |  |
| november   | August August August                         | Paardenkathedraal Utrecht reisvoorstelling     |  |
|            |                                              |                                                |  |
| 2007       |                                              |                                                |  |
| maart      | Sabado Domenica Lunedi                       | Sint Rembert Torhout                           |  |
| september  | No panic on the Titanic!                     | Uitfeest Paardenkathedraal Utrecht             |  |
| november   | Een midzomernachtsdroom                      | Paardenkathedraal Utrecht                      |  |
| mei        | La forza del destino van Verdi               | Muntschouwburg Brussel                         |  |

## Televisieregies
| 1989     |                  |                                   |
| juni     | De vrek          | Samen met Berend Boudewijn        |
|          |                  |                                   |
| 1991     |                  |                                   |
| februari | Romeo en Julia   | Samen met Berend Boudewijn        |
| juni     | De getemde feeks | Samen met Maryse Van den Wyngaert |
|          |                  |                                   |
| 1995     |                  |                                   |
| maart    | Jesus Christ!    | korte film voor IKON-televisie    |

## Trivia
- Dirk Tanghe heeft drie kinderen en woont in Gent.